# Stuwstraalbesturing

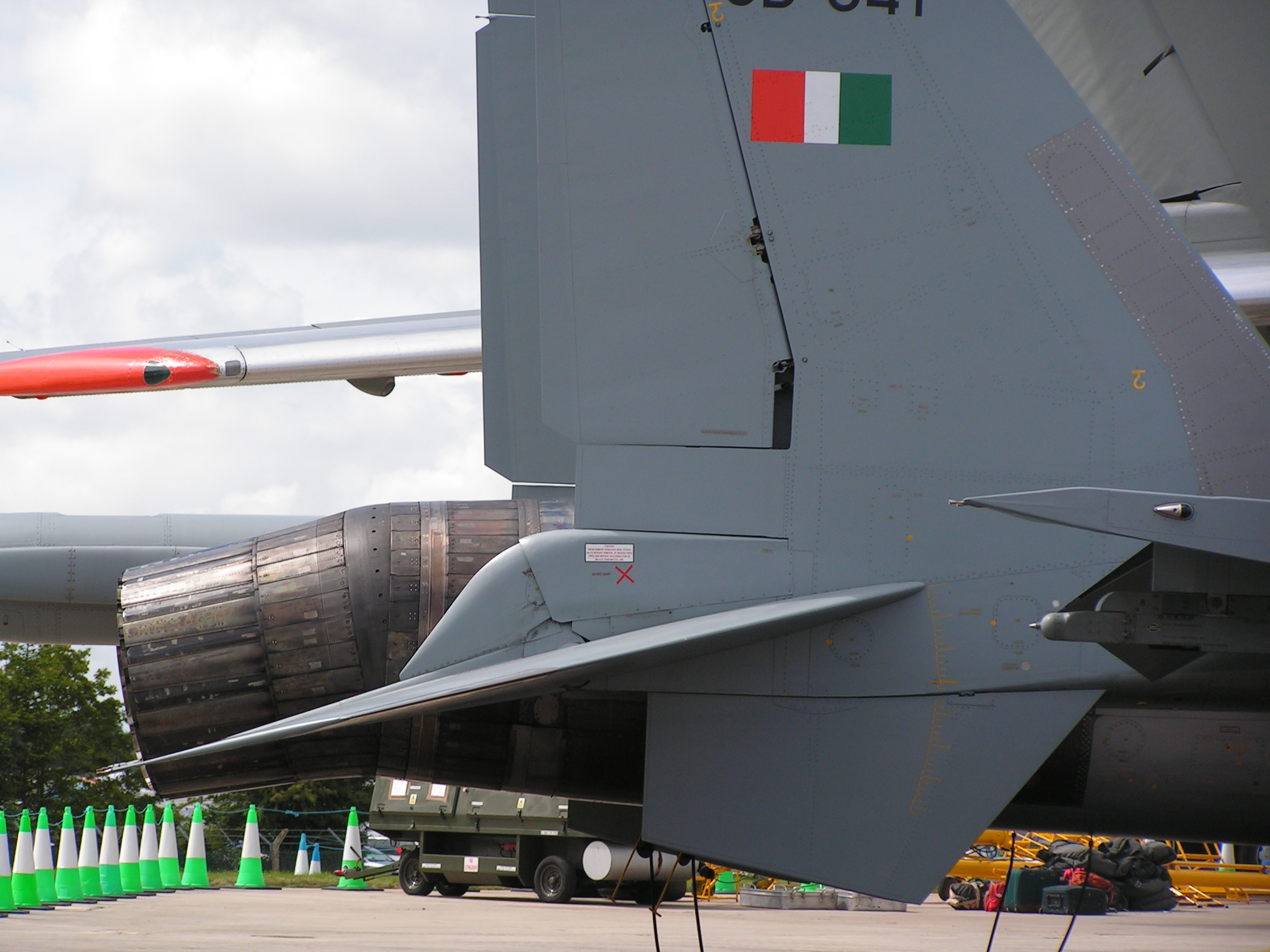
Beweegbare uitlaten van een stuwstraalbesturingssysteem op een Indiase Soe-30MKI.

Stuwstraalbesturing is een besturingssysteem dat wordt gebruikt op raketten, vliegtuigen en andere luchtvaartuigen. In plaats van met stuurvlakken wordt het luchtvaartuig bestuurd door het richten van de stuwstraal. Het is ook mogelijk dat beide besturingen elkaar aanvullen.
Er zijn drie doelen te onderscheiden om voor stuwstraalbesturing te kiezen:
1. het mogelijk maken van verticaal of verkort opstijgen en landen. Dit wordt onder andere bij de Harrier, V-22 Osprey en F-35B Lightning II gedaan.
2. stuwstraalbesturing kan in combinatie met conventionele besturing een vliegtuig of raket wendbaarder maken. Dit wordt onder andere gebruikt bij de straaljagers F-22 Raptor, Soe-30MKI, Soe-35, Soe-37 en bij verschillende raketten, onder andere de R-73 en AIM-9X Sidewinder.
3. er zijn speciale situaties waar stuurvlakken weinig nut hebben, bij raketten die hoge snelheden halen wordt het nut van stuurvlakken grootdeels tenietgedaan door de grote luchtweerstand die ze hebben. Verder worden ze naarmate een raket hoger vliegt steeds inefficiënter. Daarom maken raketten zoals de Space Shuttle SRB en Polaris ICBM alleen maar gebruik van stuwstraalbesturing en hebben ze geen verdere stuurvlakken.